# Friday on My Mind
Friday on My Mind è un brano musicale del gruppo musicale australiano The Easybeats, pubblicato come singolo nel 1966 ed estratto dall'album Good Friday.
Il brano è stato scritto da Harry Vanda e George Young.

## Tracce
- 7"

1. Friday on My Mind
2. Made My Bed, Gonna Lie in It

## Formazione
- Stevie Wright – voce
- Harry Vanda – chitarra, cori
- George Young – chitarra, cori
- Dick Diamonde – basso
- Gordon "Snowy" Fleet – batteria

## Cover
Tra gli artisti e i gruppi che hanno inciso il brano come cover vi sono The Shadows (1967),  David Bowie (1973, nell'album Pin Ups) e Gary Moore (1987, nell'album Wild Frontier).